# Opopaea recondita
Opopaea recondita är en spindelart som beskrevs av Arthur M. Chickering 1951. Opopaea recondita ingår i släktet Opopaea och familjen dansspindlar.
Artens utbredningsområde är Panama. Inga underarter finns listade i Catalogue of Life.